# 350 років Львівському національному університету імені Івана Франка (срібна монета)
«350 ро́ків Льві́вському націона́льному університе́ту і́мені Іва́на Франка́» — срібна ювілейна монета номіналом 5 гривень, випущена Національним банком України, присвячена одному з найстаріших у Східній Європі університетів, потужному осередку науки і освіти — Львівському національному університету імені Івана Франка, заснованому в 1661 році. З університетом пов'язана діяльність багатьох славетних учених, наукових шкіл, які зробили значний внесок у розвиток української і світової науки і культури.
Монету введено в обіг 20 січня 2011 року. Вона належить до серії «Вищі навчальні заклади України».

## Опис монети та характеристики
| Номінал грн. | Метал            | Маса, г       | Діаметр, мм | Якість виготовлення | Гурт                           | Тираж, штук |
| ------------ | ---------------- | ------------- | ----------- | ------------------- | ------------------------------ | ----------- |
| 5            | срібло 925 проби | 15,55 / 16,81 | 33,0        | пруф                | гладкий із заглибленим написом | 7 000       |

### Аверс
На аверсі монети розміщено малий Державний Герб України та напис півколом «НАЦІОНАЛЬНИЙ БАНК УКРАЇНИ» (угорі); в центрі на тлі стилізованого документа про заснування університету зображено алегоричну скульптурну групу, що символізує просвіту; номінал (унизу півколом) та рік карбування (праворуч) — «П'ЯТЬ ГРИВЕНЬ», «2011».

### Реверс
На реверсі монети зображено головну будівлю університету, яка збудована у другій половині XIX ст.; над будівлею розміщено герб університету та напис півколом Л"ЬВІВСЬКИЙ НАЦІОНАЛЬНИЙ УНІВЕРСИТЕТ/ ім. ІВАНА ФРАНКА", унизу — «350 РОКІВ».

## Автори

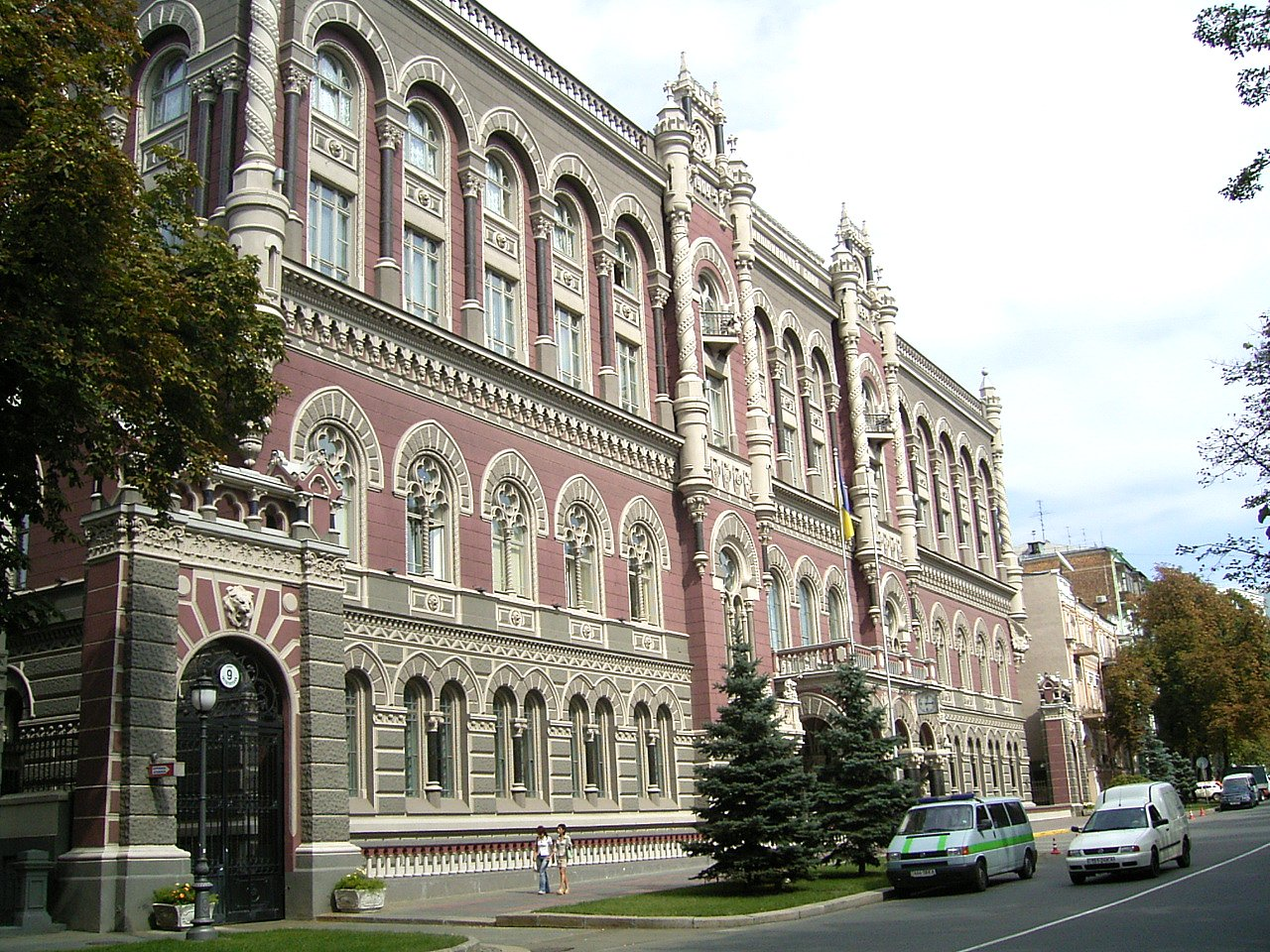
Будівля Національного банку України

Художник та скульптор — Володимир Атаманчук.

## Вартість монети
Ціна монети — 359 гривень, була вказана на сайті Національного банку України в 2015 році.
Фактична приблизна вартість монети з роками змінювалася так:
| Рік        | 2011 | 2012 | 2013 | 2014 | 2015 | 2016 | 2017 | 2018 | 2019 | 2020 | 2021 | 2022 | 2023  | 2024  | 2025  |
| ---------- | ---- | ---- | ---- | ---- | ---- | ---- | ---- | ---- | ---- | ---- | ---- | ---- | ----- | ----- | ----- |
| Ціна, грн. | 330  | 370  | 350  | 340  | 400  | 450  | 700  | 580  | 450  | 450  | 550  | 630  | 1 100 | 1 500 | 1 500 |